# Bull Hollow (Oklahoma)
Bull Hollow es un lugar designado por el censo ubicado en el condado de Delaware  en el estado estadounidense de Oklahoma. En el año 2010 tenía una población de 67 habitantes y una densidad poblacional de 4,82 personas por km².

## Geografía
Bull Hollow se encuentra ubicado en las coordenadas 36°18′16″N 94°52′55″O / 36.30444, -94.88194 (36.304321, -94.881969). Según la Oficina del Censo de los Estados Unidos, Bull Hollow tiene una superficie total de 5,385 mi² (13,9 km²), de la cual 5,385 mi² (13,9 km²) corresponden a tierra firme y 0 mi² (0 km²) es agua.

## Demografía
Según la Oficina del Censo en 2000 los ingresos medios por hogar en la localidad eran de $11,875 y los ingresos medios por familia eran $13,194. Los hombres tenían unos ingresos medios de $51,250 frente a los $13,750 para las mujeres. La renta per cápita para la localidad era de $6,736. Alrededor del 58.4% de la población estaban por debajo del umbral de pobreza.